# Почесні професори Львівської політехніки
Список Почесних професорів Львівської політехніки з 1908 року і по сьогодні.
Список складений у хронологічному порядку з можливістю сортування.
Список складений згідно з даними офіційного вебсайту Національного університету «Львівська політехніка».

## Список
Станом на 19.01.2025
| ім'я                       | дата | коротко про особу |
| -------------------------- | ---- | --- |
| Юліан Медвецький           | 1908 | доктор філософії, професор хімії, геолог і петрограф, ректор (1879—1880 рр.; 1884—1885 рр.; 1887—1888 рр.) Національного університету «Львівська політехніка», на той час Цісарсько-королівської Вищої технічної школи у Львові |
| Кароль Скібінський         | 1921 | інженер-залізничник, професор, ректор (1891—1892 рр.) Національного університету «Львівська політехніка», на той час Цісарсько-королівської Вищої технічної школи |
| Єжи Міхальський            | 1921 | польський економіст, міністр скарбниці Другої Польської Республіки, банкір, менеджер |
| Плацид Дзівінський         | 1925 | польський математик, доцент математики, професор, декан відділу будівництва, декан відділу технічної хімії, ректор (1893—1894 рр.) Національного університету «Львівська політехніка», на той час Цісарсько-королівської Вищої технічної школи у Львові, редактор «Czasopisma Technichnego» (1889—1894 рр.), обсерваторії Львівської політехніки                |
| Тадеуш Вісньовський        | 1925 | польський геолог, професор Львівської політехніки, член Академії навчання, член Наукового товариства у Львові, член (президент 1908 р.) Польського товариства натуралістів імені Коперника, почесний член Польського геологічного інституту, член фізіографічного комітету Академії мистецтв та наук                                                            |
| Максиміліан Тульє          | 1925 | інженер-будівельник мостів за спеціальністю, який був ректором Львівської політехніки, на той час Політехнічної школи, у 1894—1895 та 1910—1911 роках |
| Ігнацій Мосцицький         | 1926 | вчений-хімік, винахідник, професор та ректор (у 1925—1926 роках) Львівської політехніки, який був 3-м президентом Польщі |
| Тадеуш Фідлер              | 1929 | професор теорії теплотехнічного машинобудування, який двічі був ректором Львівської політехніки, на той час Вищої політехнічної школи, а саме у 1902—1903, 1911—1912 роках |
| Кароль Мальсбург           | 1931 | польський фізіолог, зоотехнік, професор агрономії та тваринництва. Дійсний член Польської академії технічних наук |
| Вавжинець Тессейр          | 1935 | польський вчений французького походження у галузі геології. Доктор філософії (1885). Член-кореспондент Польської академії наук |
| Юліан Фаб'янський          | 1936 | професор Львівської політехніки, визнаний спеціаліст у справі нафтово-добувної промисловості, який двічі у 1922—1924 роках обирався ректором |
| Едвін Гаусвальд            | 1939 | польський інженер-механік, автор проєкту львівського електричного трамваю, класик науки організації та управління, ректор (1912—1913 рр.) Національного університету «Львівська політехніка», на той час Цісарсько-королівської політехнічної школи у Львові |
| Микола Буцко               | 1994 | український учений у галузі фізики, математики, історії. Кандидат фізико-математичних наук, доцент |
| Петро-Йосип Потічний       | 2001 | український політолог, історик, активний діяч української діаспори, дослідник історії рідного краю. Доктор філософії, професор (у 1964—1995 в Університеті Мак-Мастера, Канада), 1995–96 — декан факультету права і суспільно-економічних наук Українського вільного університету                                                                               |
| Йосип Захарія              | 2002 | український науковець у галузі радіотехніки, кандидат технічних наук, професор |
| Богдан Гнідець             | 2005 | доктор технічних наук, професор кафедри автомобільних доріг та мостів Інституту будівництва та інженерних систем Національного університету «Львівська політехніка». Дійсний член і керівник Львівського територіального відділення Академії будівництва України і Академії архітектури України                                                                 |
| Іван Тивончук              | 2005 | доктор економічних наук, професор. Завідувач кафедри теоретичної економіки та економіки України Національного університету «Львівська політехніка» |
| Вернер Баєр                | 2005 | американський економіст, що працював в університеті штату Іллінойс Урбана-Шампейн, професор економіки |
| Борис Атаманенко           | 2005 | професор Національного університету «Львівська політехніка», академік Академії технологічних та інженерних наук України |
| Федір Клименко             | 2006 | український учений у сфері будівництва. Заслужений діяч науки і техніки України, доктор технічних наук, професор, дійсний член Академії будівництва та міжнародної академії оригінальних ідей. Професор кафедри «Будівельні конструкції і мости» Національного університету «Львівська політехніка»                                                             |
| Віктор Яворський           | 2007 | доктор технічних наук, професор, колишній завідувач кафедри хімії і технології неорганічних речовин Інституту хімії та хімічних технологій Національного університету «Львівська політехніка». Заслужений діяч науки і техніки України, академік Академії інженерних наук України, Української екологічної академії наук                                        |
| Андрій Рудницький          | 2008 | архітектор, професор Львівської політехніки, доктор архітектури, член Української академії архітектури, голова львівської організації Спілки архітекторів України |
| Богдан Стадник             | 2009 | доктор технічних наук, професор, багаторічний директор Інституту комп'ютерних технологій, автоматики та метрології, колишній завідувач кафедри інформаційно-вимірювальних технологій Національного університету «Львівська політехніка» |
| Богдан Мандзій             | 2011 | доктор технічних наук, професор кафедри теоретичної радіотехніки та радіовимірювань Інституту телекомунікацій, радіоелектроніки та електронної техніки Національного університету «Львівська політехніка» |
| Зенон Готра                | 2011 | український науковець, доктор технічних наук, професор, колишній завідувач кафедри електронних приладів Інституту телекомунікацій, радіоелектроніки та електронної техніки Національного університету «Львівська політехніка» |
| Орест Лозинський           | 2011 | доктор технічних наук, науковець, педагог, громадський діяч, професор, багаторічний декан електромеханічного факультету, колишній директор Інституту енергетики та систем керування Національного університету «Львівська політехніка». Багаторічний голова комісії Вченої ради з питань освіти Львівської політехніки, Заслужений діяч науки і техніки України |
| Валерій Дудикевич          | 2011 | доктор технічних наук, професор кафедри захисту інформації Інституту комп'ютерних технологій, автоматики та метрології Національного університету «Львівська політехніка». Заслужений винахідник України |
| Станіслав Воронов          | 2011 | доктор хімічних наук, професор, колишній завідувач кафедри органічної хімії Інституту хімії та хімічних технологій Національного університету «Львівська політехніка» |
| Леонід Недоступ            | 2015 | український науковець, доктор технічних наук, колишній професор кафедри теоретичної радіотехніки та радіовимірювань Інституту телекомунікацій, радіоелектроніки та електронної техніки Національного університету «Львівська політехніка» |
| Роман Базилевич            | 2015 | доктор технічних наук, професор кафедри програмного забезпечення Інституту комп'ютерних наук та інформаційних технологій Національного університету «Львівська політехніка» |
| Петро Каленюк              | 2017 | доктор фізико-математичних наук, професор кафедри вищої математики Інституту прикладної математики та фундаментальних наук Національного університету «Львівська політехніка» |
| Лєшек Добжанський          | 2017 | польський інженер, професор технічних наук, фахівець у галузі матеріалознавства, академічний викладач, проректор Сілезького технологічного університету |
| Йосип Ятчишин              | 2017 | доктор хімічних наук, колишній професор кафедри фізичної, аналітичної та загальної хімії, колишній директор Інституту хімії та хімічних технологій Національного університету «Львівська політехніка». Заслужений діяч науки і техніки України, дійсний член Наукового товариства ім. Т. Шевченка                                                               |
| Геральд Груссер            | 2018 | директор Торгово-промислової палати Ерфурта, почесний професор Ерфуртського університету |
| Віктор Кваша               | 2019 | доктор технічних наук, професор кафедри автомобільних доріг та мостів Інституту будівництва та інженерних систем Національного університету «Львівська політехніка» |
| Петро Костробій            | 2019 | доктор фізико-математичних наук, професор кафедри прикладної математики Інституту прикладної математики та фундаментальних наук Національного університету «Львівська політехніка» |
| Тереса Ева Астрамовіч-Лейк | 2021 | польський політолог, габілітований доктор соціальних наук, академічний викладач |
| Віктор Корягін             | 2021 | доктор педагогічних наук, завідувач кафедри фізичного виховання Інституту гуманітарних та соціальних наук Національного університету «Львівська політехніка» |
| Микола Бевз                | 2021 | доктор архітектури, професор, завідувач кафедри архітектури та реставрації Інституту архітектури та дизайну Національного університету «Львівська політехніка» |
| Євген Пістун               | 2021 | доктор технічних наук, професор кафедри автоматизації та комп'ютерно-інтегрованих технологій Інституту енергетики та систем керування Національного університету «Львівська політехніка» |
| Анатолій Загородній        | 2021 | кандидат економічних наук, професор кафедри обліку та аналізу Інституту економіки і менеджменту Національного університету «Львівська політехніка» |
| Христина Бурштинська       | 2021 | доктор технічних наук, професор кафедри фотограмметрії і геоінформатики Інституту геодезії Національного університету «Львівська політехніка» |
| Юрій Бубес                 | 2022 | президент ПрАТ «Концерн-Електрон», заслужений економіст України, академік Академії технологічних наук України. Член Наглядової ради Національного університету «Львівська політехніка» |
| Ірина Ключковська          | 2022 | науковець, публіцист, громадський діяч, кандидат педагогічних наук, доцент, директор Міжнародного інституту освіти, культури та зв'язків з діаспорою Національного університету «Львівська політехніка» |
| Олег Кузьмін               | 2023 | український науковець у галузі економіки, доктор економічних наук, професор, директор Навчально-наукового інституту економіки і менеджменту Національного університету «Львівська політехніка» |